# Helmut Boese (Bibliothekar, 1916)
Helmut Boese (* 29. März 1916 in Potsdam; † 15. Juni 2001 in Stuttgart) war ein deutscher Bibliothekar.

## Leben
Helmut Boese studierte nach dem Abitur am Victoriagymnasium in Potsdam ab 1935 zunächst Musik an der Hochschule für Musik in Sondershausen und am Konservatorium in Würzburg, ab 1936 in Würzburg, Marburg, Bonn und Berlin Philosophie, vergleichende Religionswissenschaften und Musikwissenschaft. Im Frühjahr 1940 wurde er in Berlin bei Arnold Schering mit einer musikhistorischen Arbeit zum Dr. phil. promoviert. Seit Mai 1940 leistete er Kriegsdienst, Ende 1945 kehrte er aus sowjetischer Kriegsgefangenschaft schwerkrank nach Berlin zurück. Zunächst als Neulehrer tätig, war Boese seit dem 1. April 1947 Referendar an der Öffentlichen Wissenschaftlichen Bibliothek in Ost-Berlin, der späteren Deutschen Staatsbibliothek und legte 1948 das bibliothekarische Fachexamen ab. Von Mitte 1949 bis zu seinem Ausscheiden aus gesundheitlichen Gründen zum 31. Juli 1957 leitete Boese die Handschriftenabteilung. Seit 1959 katalogisierte er für die Staatsbibliothek mit einem Honorarvertrag die Handschriften der Sammlung Hamilton. 1966 kehrte er von einer Dienstreise aus West-Berlin nicht mehr zurück und war dort an der Staatsbibliothek zu Berlin, Preußischer Kulturbesitz tätig. Von Mitte 1971 bis zur Pensionierung 1979 war er in der Handschriftenabteilung der Württembergischen Landesbibliothek in Stuttgart tätig.
Boese hat weit zur lateinischen Handschriftenkunde gearbeitet und mehrere Bibliothekskataloge historischer Handschriften verfasst. Ferner publizierte er zur Überlieferungsgeschichte des neuplatonischen Philosophen Proklos und besonders dessen Übersetzung durch Wilhelm von Moerbeke sowie zu lateinischen Psalmenglossen. 1997 wurde er mit dem Akademie-Preis der Bayerischen Akademie der Wissenschaften ausgezeichnet.

## Schriften
- Die Klarinette als Soloinstrument in der Musik der Mannheimer Schule. Ein Beitrag zur Geschichte des Deutschen Bläserkonzerts. Ditter, Dresden 1940 (= Dissertation).
- (Hrsg.): Die mittelalterliche Übersetzung der Stoicheiosis physike des Proclus. Procli Diadochi Lycii elementatio physica. Akademie-Verlag, Berlin 1958.
- (Hrsg.): Procli diadochi tria opuscula (De providentia, libertate, malo) Latine Guilelmo de Moerbeka vertente. De Gruyter, Berlin 1960.
- Die lateinischen Handschriften der Sammlung Hamilton zu Berlin. Harrassowitz, Wiesbaden 1966.
- (Hrsg.): Thomas Cantimpratensis, Liber de natura rerum. Editio princeps secundum codices manuscriptos, Teil I: Text. Walter de Gruyter, Berlin / New York 1973.
- Die Handschriften der Württembergischen Landesbibliothek Stuttgart. Band 2: Die Handschriften der ehemaligen Königlichen Hofbibliothek. 1, Codices Biblici, HB II, 1-60. Codices dogmatici et polemici, HB III, 1-59. Codices hermenentici, HB IV, 1-36. Harrassowitz, Wiesbaden 1975.
- Die Handschriften und Inkunabeln des Spitalarchivs zu Biberach. Harrassowitz, Wiesbaden 1979.
- Die alte „Glosa psalmorum ex traditione seniorum“. Untersuchungen, Materialien, Texte (= Vetus latina. Aus der Geschichte der lateinischen Bibel. Band 9). Herder, Freiburg 1982.
- Wilhelm von Moerbeke als Übersetzer der Stoicheiosis theologike des Proclus. Heidelberg 1985.
- (Hrsg.): Proclus, Elementatio theologica translata a Guillelmo de Morbecca. University Press, Louvain 1987, ISBN 90-6186-244-2.
- (Hrsg.): Anonymi „Glosa psalmorum ex traditione seniorum“ (= Vetus latina. Aus der Geschichte der lateinischen Bibel. Band 22). 2 Bände. Herder, Freiburg 1992–1994.